# Spleiß

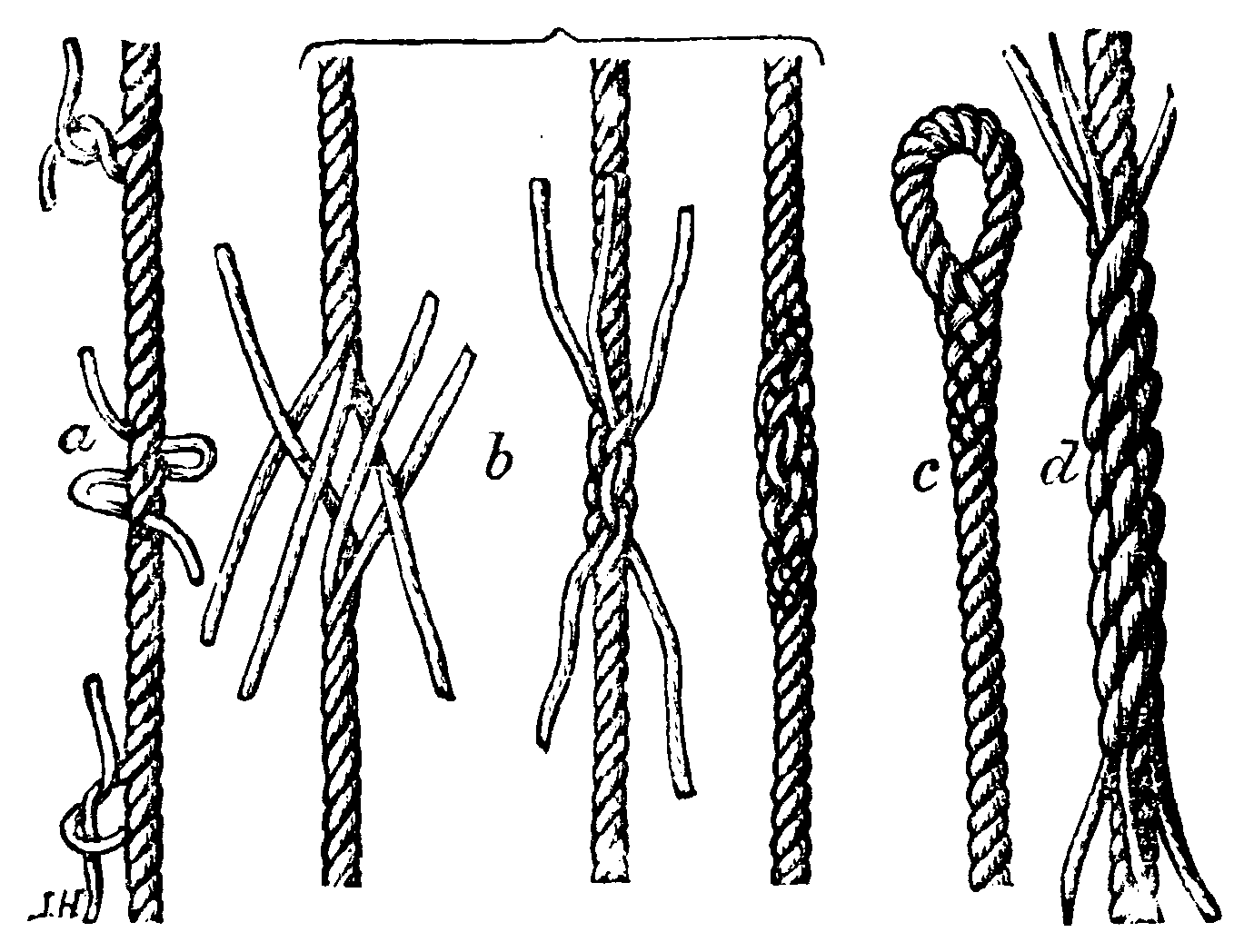
a) Langspleiß b) Kurzspleiß
c) Augspleiß d) Linksspleiß

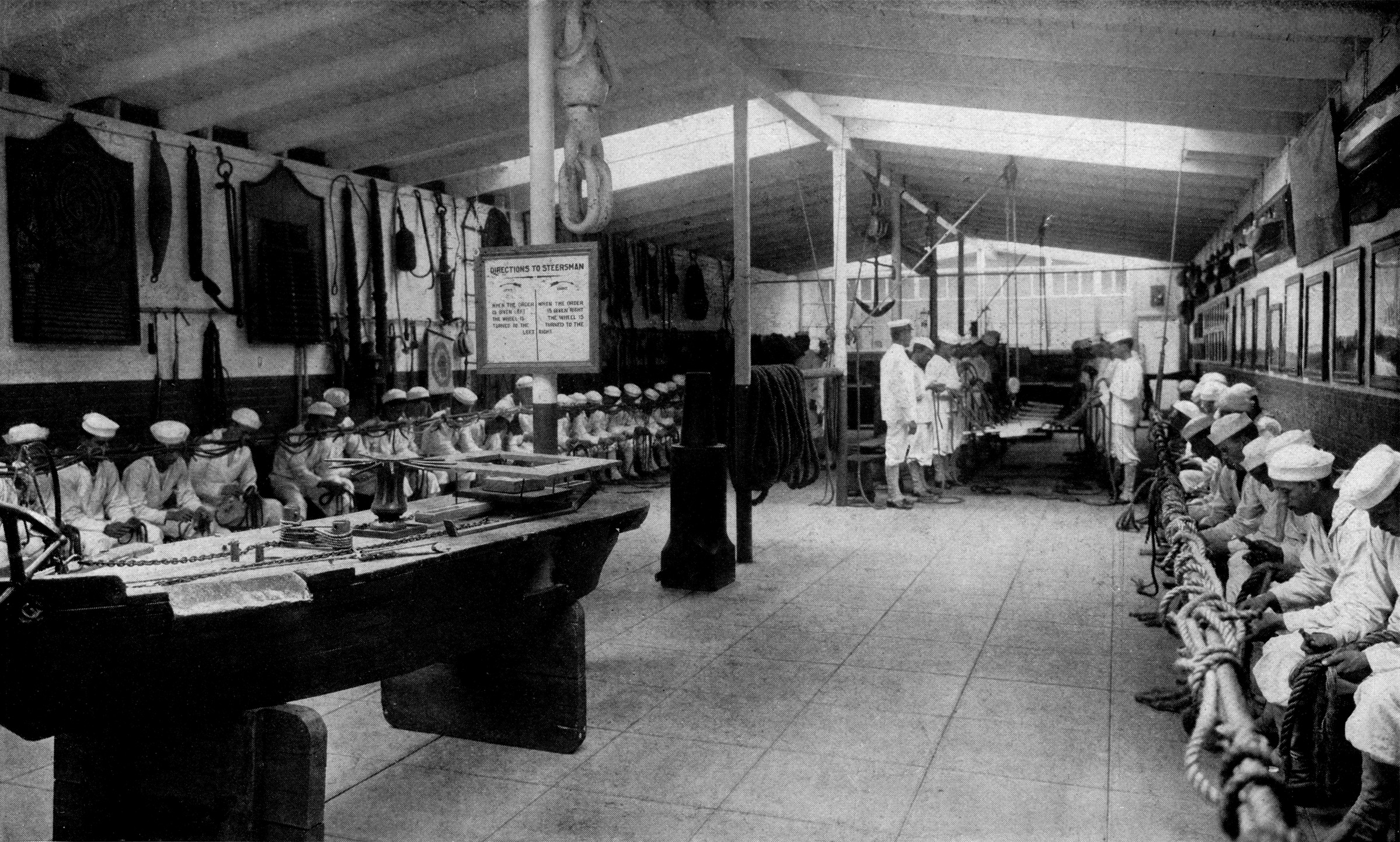
Spleißen und Knoten in einer Seemannsschule

Der Spleiß ist eine bruchfeste, dauerhafte, nicht lösbare Verbindung von Tauwerk durch Verflechten der einzelnen Kardeele. Er wird auch zur Reparatur von Tauwerk verwendet. Dies wird bei Drahtgut mit Hilfe eines Marlspiekers bewerkstelligt, bei stramm sitzendem anderen Gut meist mit Hilfe eines Hohlspiekers. Der Takler kennt verschiedene Arten von Spleißen: Langspleiß, Kurzspleiß, Augspleiß, Linksspleiß und End- oder Rückspleiß.

## Grundlagen

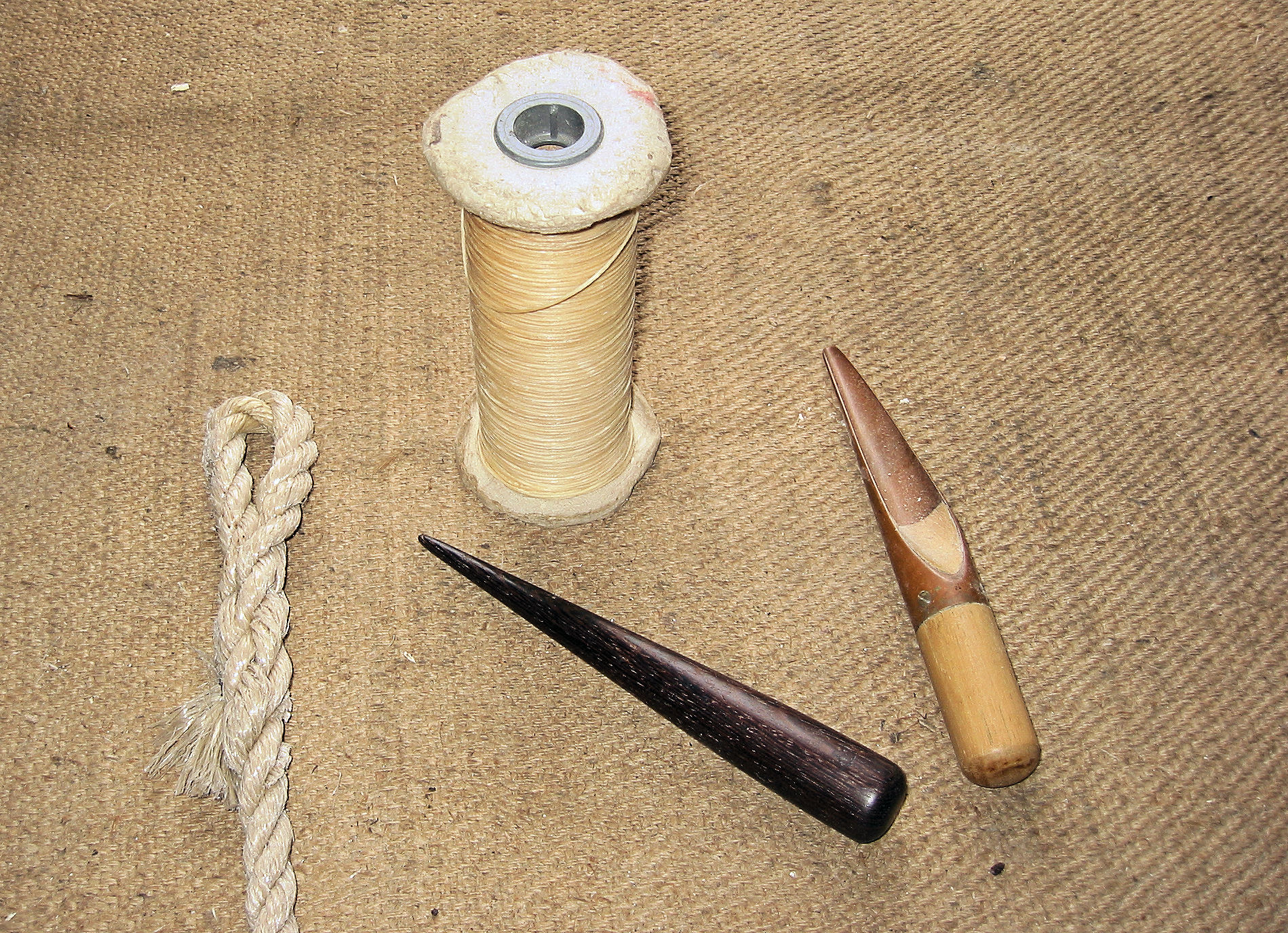
Augspleiß mit Spleißutensilien: Takelgarn, Marlspieker (Fitt), Hohlspieker

Die Haltbarkeit einer Spleißverbindung beruht auf der Reibung und Selbsthemmung zwischen den zu verbindenden Tauwerkstücken. Da sich Tauwerk – wie fast alle anderen Materialien auch  – bei Zugbelastung längt und im Durchmesser verkleinert, beklemmen sich die einzelnen Kardeele und lassen sich nicht mehr gegeneinander bewegen.
Dabei bleiben (je nach Material, Art des Spleißes und Sorgfalt bei der Ausführung) etwa 85–100 % der ursprünglichen Festigkeit des Seils erhalten. Ein Knoten schwächt eine Leine dagegen beträchtlich (etwa 50 % und mehr).
Ein gespleißtes Seil bleibt – anders als bei der Verwendung von Knoten oder Seilklemmen  – geschmeidig und nimmt wenig bis gar nicht an Durchmesser zu. Dies ist insbesondere dann wichtig, wenn das Seil über Blöcke (Umlenkrollen) geführt oder ständig auf- und abgewickelt werden muss. Allerdings kann das Spleißen bei einigen Tauwerksarten ein vergleichsweise aufwändiger Vorgang sein, so dass für Notreparaturen doch auf Seilklemmen oder Knoten zurückgegriffen werden muss.
Unabhängig davon, ob ein Spleiß zur Verbindung zweier Leinen, zur Bildung eines Auges oder zur Sicherung des Leinenendes (Tampen) gegen Ausfasern (End- oder Rückspleiß) verwendet wird, können die Kardeele entgegen (selten mit) der Drehrichtung der Leine (ihrem Schlag, meist rechts) verspleißt werden. Bei Seilen zur Verstärkung der „Lieken“ (den Außenkanten von Segeltuch) werden, um eine schlankere Verarbeitung zu ermöglichen, die Kardeele mit dem Schlag verspleißt und man spricht von einem Segelmacherspleiß. Drahttauwerk wird der Steifigkeit wegen generell mit dem Schlag verspleißt. Für eine gefällige Arbeit können Spleiße auch verjüngt werden, indem man während der Arbeit Teile der Kardeele entfernt.
Die restlichen, überstehenden Kardeele eines Spleißen werden mit einem Takling „beigebändselt“, damit sie nicht aus dem Spleiß herausrutschen („slippen“). Bei Kunstfasermaterial werden die Kardeelenden meist mit der Flamme verschmolzen.

## Arten

### Kurzspleiß
Ashley-Nr: 2621 - 2636

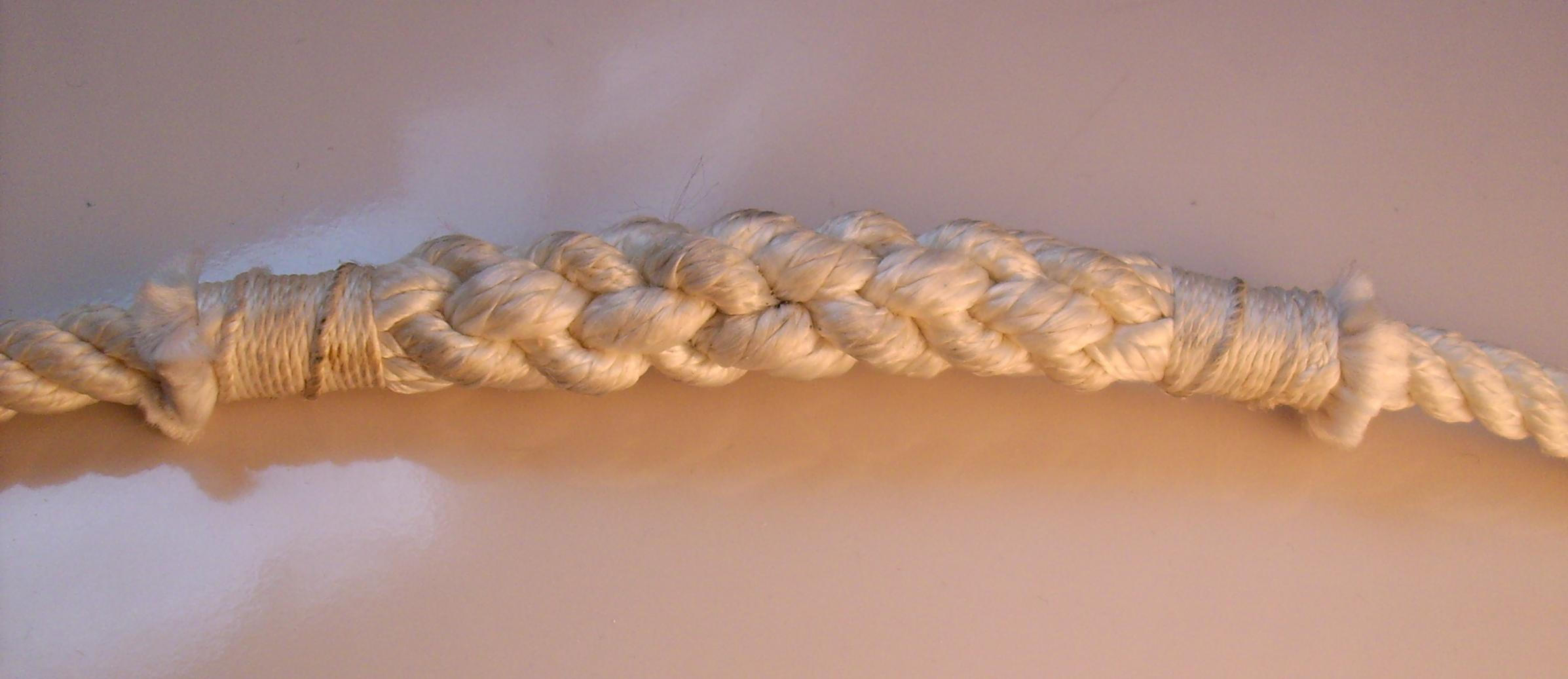
Kurzspleiß mit Takling

Der Kurzspleiß dient zum Verbinden von zwei gedrehten („geschlagenen“) Seilen. Dazu werden die Enden in die einzelnen Kardeele aufgetrennt. Zuerst werden die Kardeele mit einem halben Schlag paarweise, von jedem Ende eines, übereinandergelegt. Die Kardeele der einen Seite werden mit einem Garn gesichert, die Kardeele der anderen Seite werden mit dem Spleißnagel reihum mehrfach unter die Kardeele des Seiles gesteckt und sorgfältig festgezogen (bei Tauwerk aus Naturfaser dreimal, bei glattem und lehnigem Kunststofftauwerk fünfmal). Dann folgt die andere Seite genauso. Die Kardeele werden (vorwiegend in der traditionellen Seefahrt) anschließend entweder verjüngt und in das Seil eingespleißt oder mit einem Takling zur Erhöhung der Standzeit gesichert – bei Kunststoff jedoch meist nur noch mit einem Hitzeschneider verkürzt verschmolzen.
Ein Nachteil des Kurzspleißes ist seine Dicke, die bei laufendem Gut z. B. das Durchrutschen durch einen Block be- oder gar verhindern kann. Daher können nicht alle Leinen gespleißt werden.

### Langspleiß
Ashley-Nr: 2692

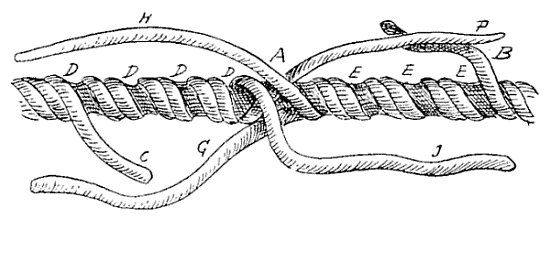
Langspleiß

Der Langspleiß dient wie der Kurzspleiß zum Verbinden von zwei geschlagenen Seilen. Gegenüber dem Kurzspleiß hat er den Vorteil, dass keine nennenswerte Verdickung im Seil auftritt. Allerdings gilt der Langspleiß in der (Berufs-)Schifffahrt heute nicht mehr als sichere Verbindung, von seiner Verwendung wird daher abgeraten.
Dies gilt allerdings nicht für „endlose“ Förderseile oder Zugseile von Luftseilbahnen oder Schleppliften. Ein Verbindungsspleiß in so einem üblicherweise sechskardeeligen Drahtseil (mit dämpfender Kunststoffseele) ist etwa 1200d bis 1300d (1200-facher bis 1300-facher Seildurchmesser) lang. Hier spricht man auch von Litzen, die meist jede aus 19 einfach verdrillten Drähten (interessanterweise im Gleichschlag wie auch das Seil selbst) bestehen. Damit kann sich in der Praxis für einen Spleiß eine Gesamtlänge von über 70 m ergeben. Dieser muss nach dem Einscheren und vor dem Auflegen des oft bis zu mehrere Kilometer langen Seils vor Ort ausgeführt werden. Eine weitere Besonderheit besteht darin, dass beim „Verstecken“ (also dem eigentlichen Spleißen) nicht abwechselnd unter den Litzen hindurch gearbeitet wird, sondern stattdessen die Seele wechselseitig auf etwa je 5–8 m entfernt wird, sodass anschließend das etwa gleich starke jeweilige Litzenende deren Platz einnehmen kann. Auch wird hier bei der Einkreuzung kein halber Schlag gemacht.

### End-,  Rück-, Kronenspleiß, Spanischer Takling oder Hundspünt
Ashley-Nr: 2813
Dieser Spleiß bildet einen selbständigen Abschluss eines Taus. Er soll ein Ausfransen des Seiles verhindern oder einen dickeren Griff am Ende eines Taus herstellen. Beim Kronenspleiß wird das Ende eines gedrehten („geschlagenen“) Seiles in seine Kardeele aufgetrennt, dann eine Hahnenpfote (ein Kronenknoten) geknüpft. Die Krone bekneift aber nicht genügend und deshalb wird sie in Kombination mit Rückspleißen der Kardeele angewendet. Das heißt, die die Kardeele werden rückwärts in dasselbe Seil gespleißt.

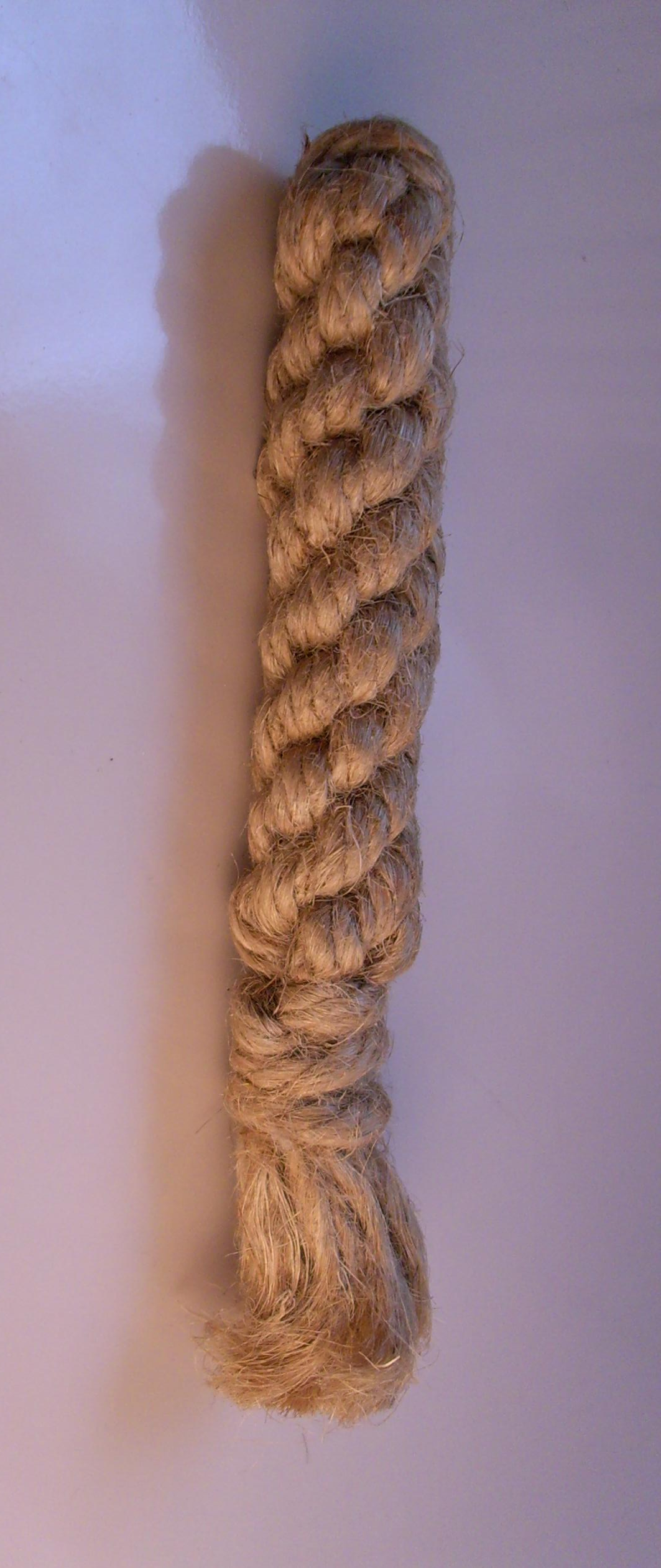
Rückspleiß oder Spanischer Takling
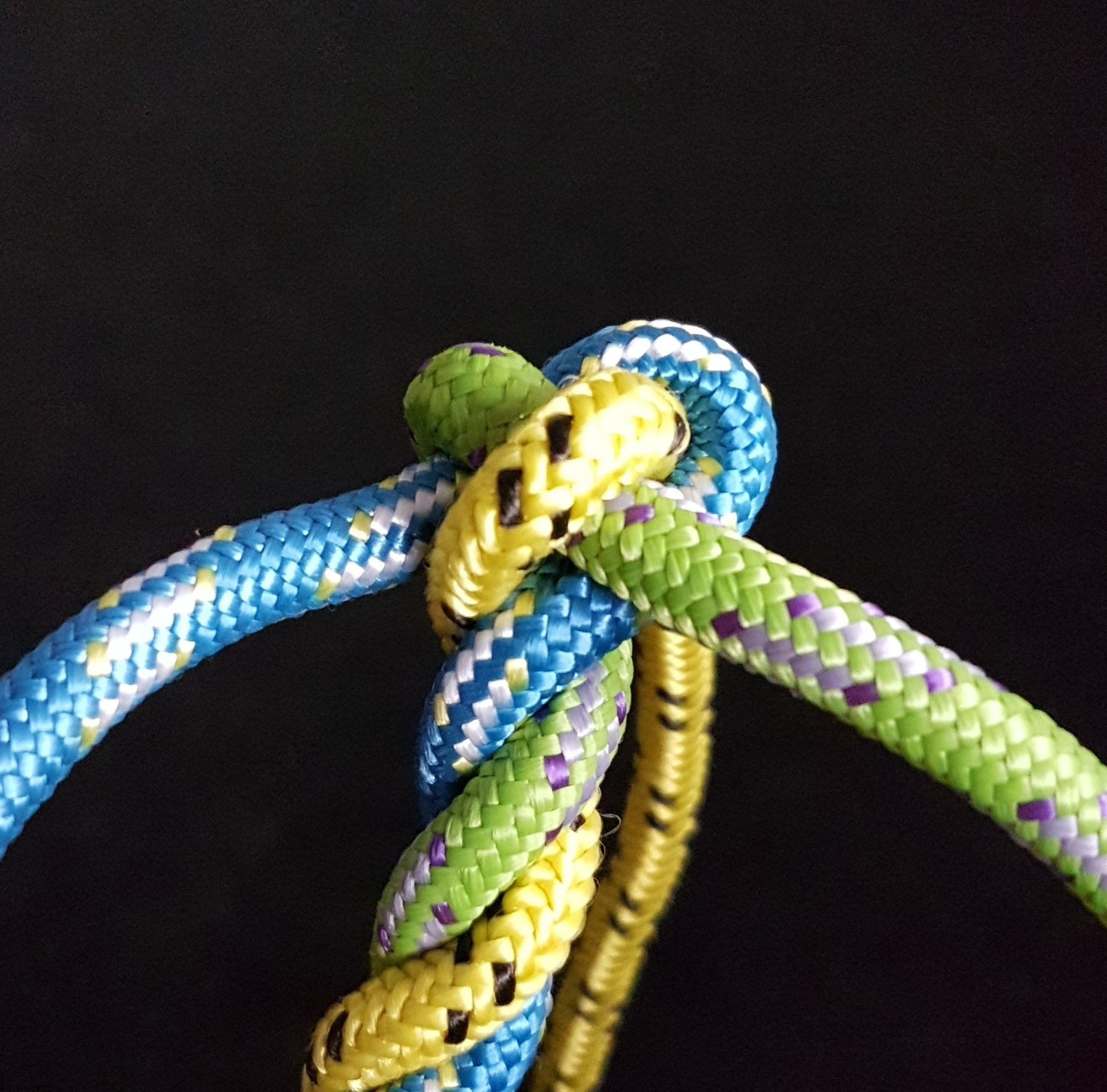
Kronenknoten (bspw. als Beginn eines Rückspleißes)

### Alternativen
Ein Takling verhindert ebenfalls das Ausfransen. Um auch ein Ausrauschen (Durchrauschen) des Seils aus Handläufen wie an einer eine Öse zu hindern, gibt es verschiedene Abschlüsse am Seilende. Als Verdickung des Seilendes (Stopperknoten) zum besseren Greifen oder als Verzierung von Seilen (Treppengeländer, Glockenseil). Die bekanntesten Rückspleiße sind Taljereepsknoten, Doppelter Taljereepsknoten, Fallreepsknoten, Rosenknoten und Sternknoten.

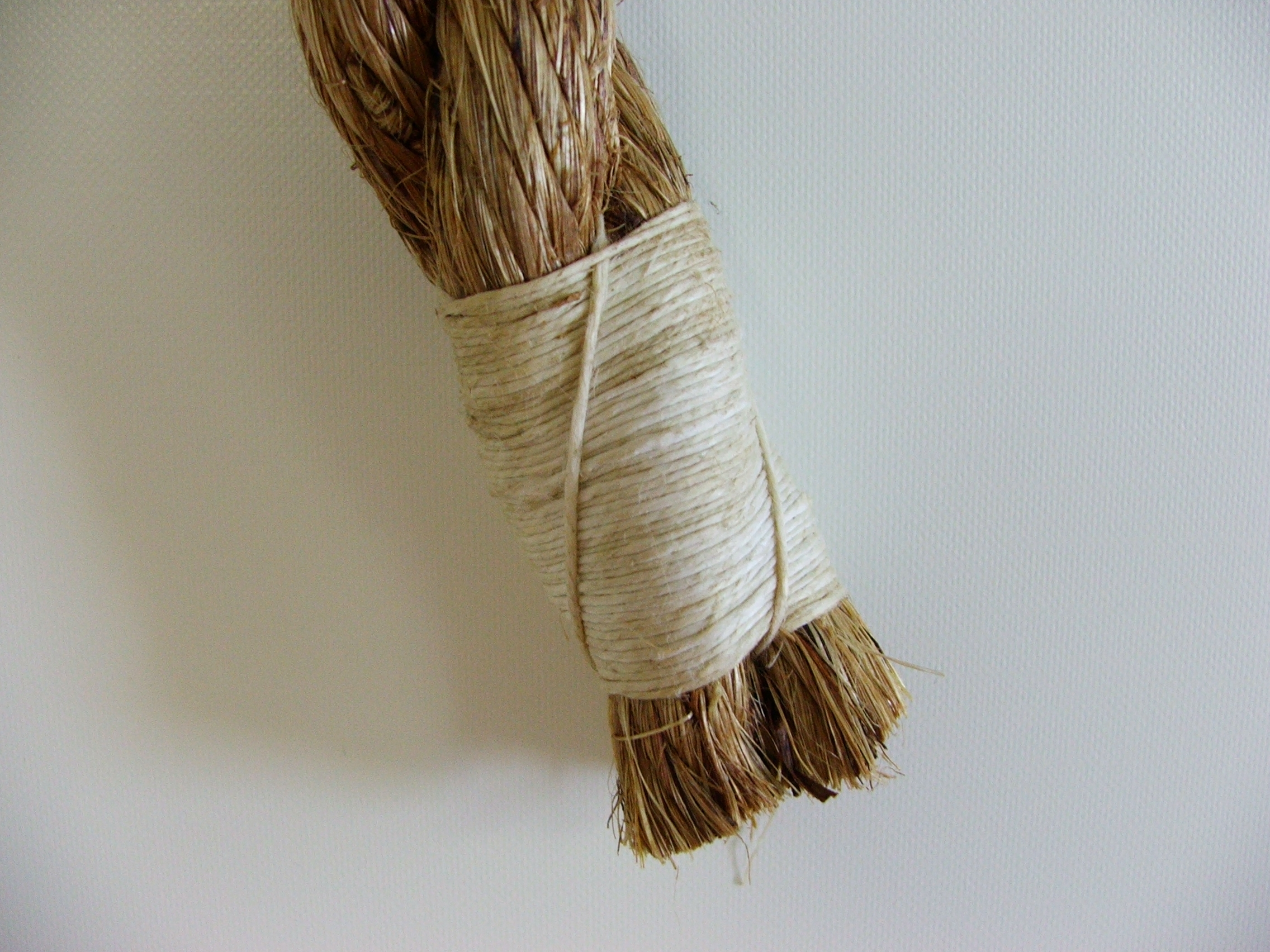
Ein genähter Takling auf Manilaleine um Ausfransen des Seiles zu verhindern
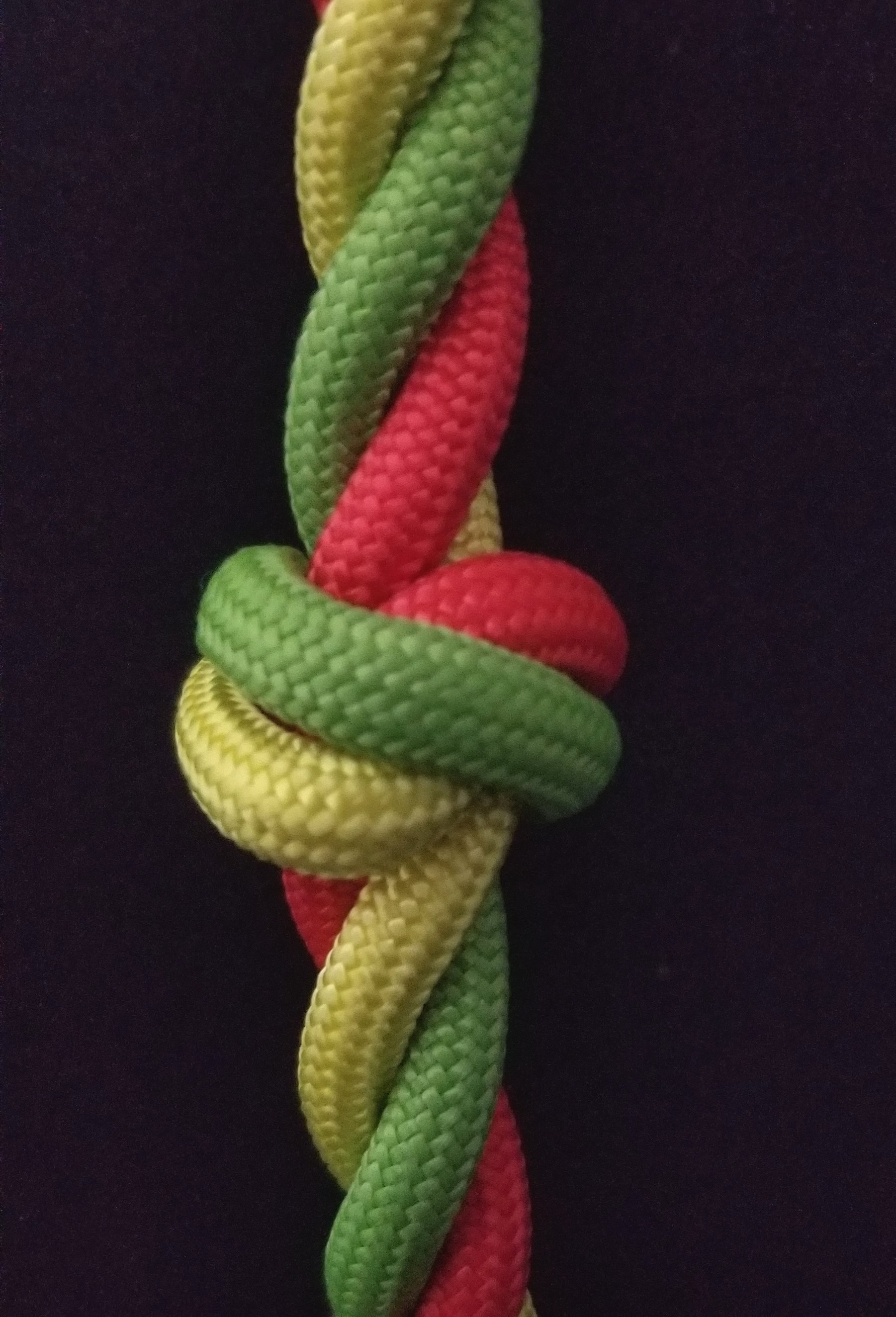
Einfacher Taljereepsknoten
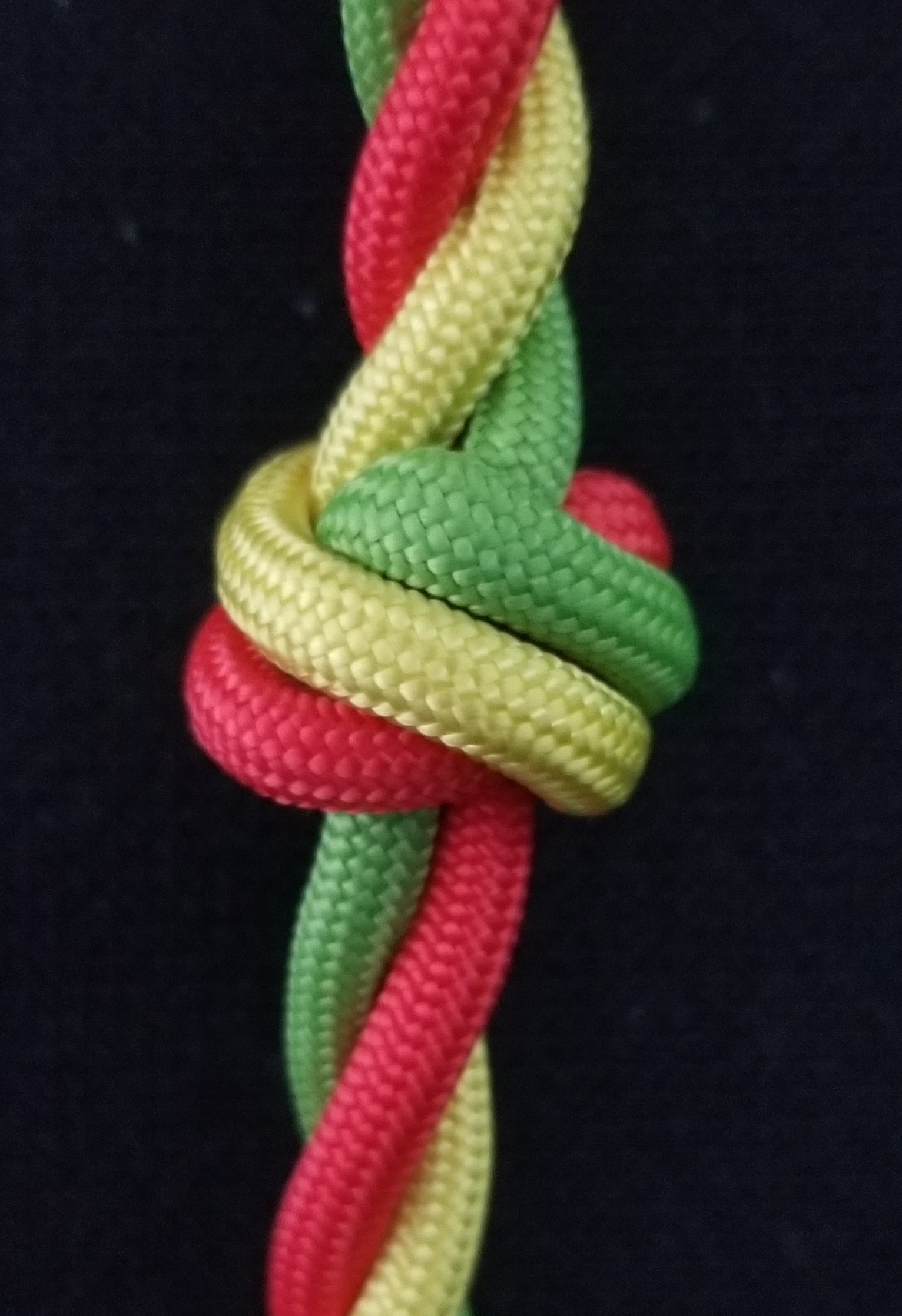
Doppelter Taljereepsknoten
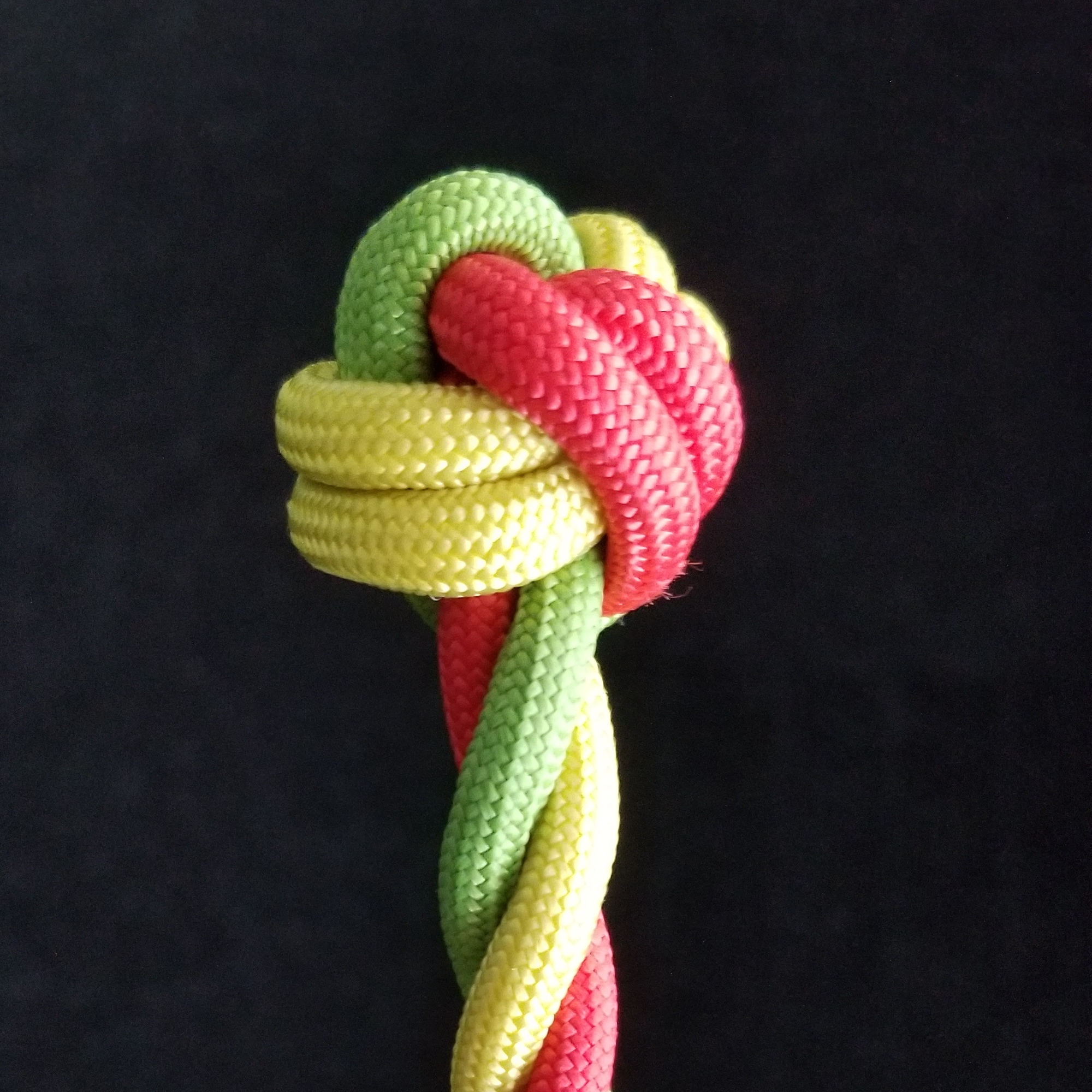
Fallreepsknoten
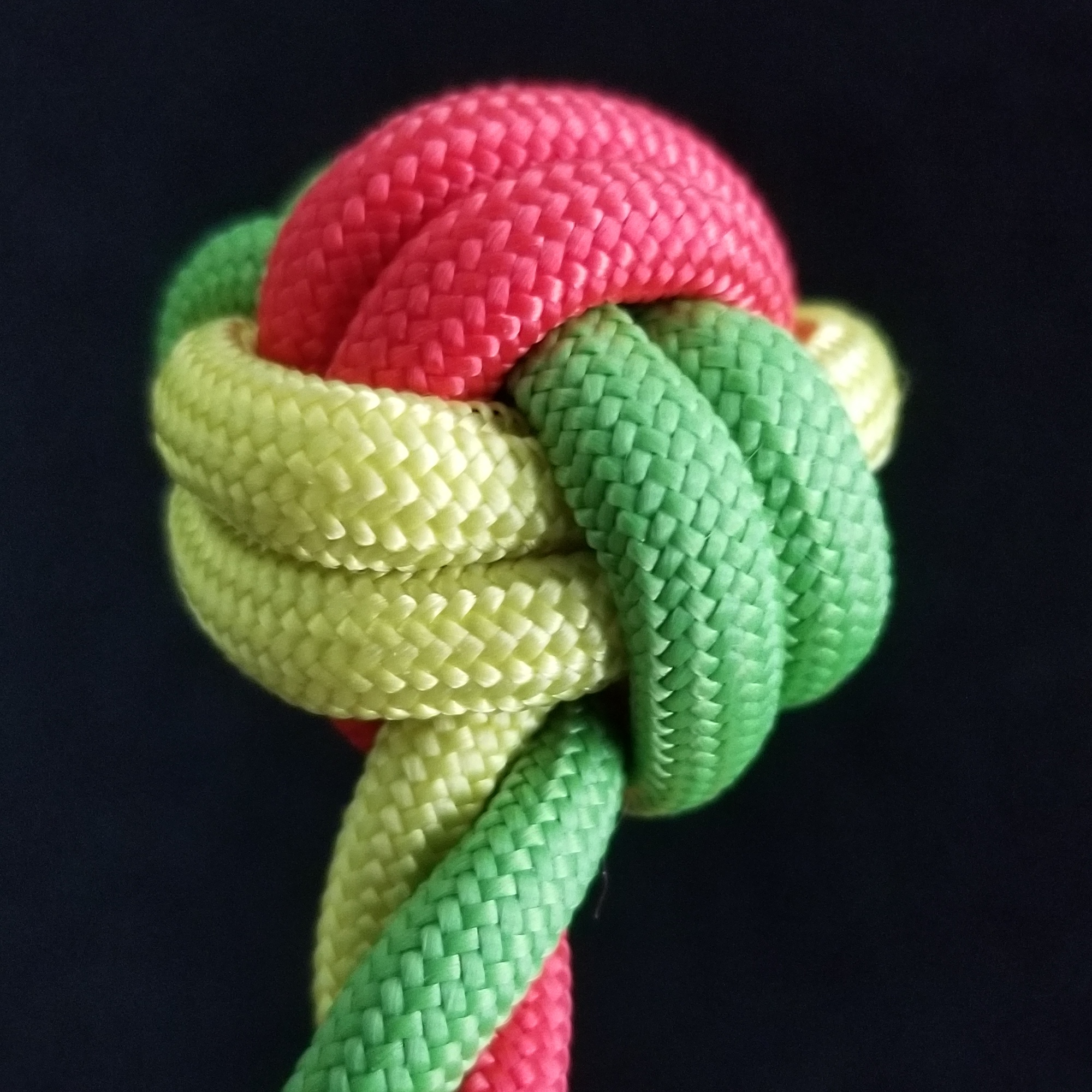
Rosenknoten

### Augspleiß
Beim Augspleiß wird das Ende des Tauwerks (Tampen) so in die stehende Part eingearbeitet, dass ein Auge entsteht. Es ist wesentlich belastbarer als eine geknotete Schlaufe. Eine solche Trosse wird z. B. gern für die Vertäuung von Schiffen benutzt, wobei das Auge über einen Poller gelegt werden kann, um so eine Verbindung zwischen Schiff und Anleger oder Kai bzw. Pier herzustellen, oder – abseits im Hafenbecken liegend – um einen Duckdalben.
Geschlagenes Gut im Wassersport wird üblicherweise nur dreimal gesteckt und dann verkürzt verschmolzen, sonst werden die Kardeele anschließend entweder verjüngt und in das Seil eingespleißt oder mit einem Takling gesichert. Besonders dauerhafte Spleiße werden zudem noch „bekleidet“ (mit dünner Leine fest umwickelt). Das Auge selbst kann durch vorheriges Aufstecken eines Mantels (früher oft zusammengenähtes Leder, heute meist ein durchsichtiger Plastikschlauch) gegen „schamfilen“ (abscheuern) geschützt werden.
Eine extrem seltene Form, da es kaum sinnvolle Anwendungszwecke dafür gibt, ist der Augendoppelspleiß, bei dem ein Auge mitten in einem Tau gebildet wird – hilfsweise auch anwendbar wenn zur Verbindung zweier Enden kein Kurzspleiß eingesetzt werden kann oder soll. Dazu werden beide Tampen nacheinander in den jeweils anderen mit der Technik eines Augspleißes eingearbeitet.

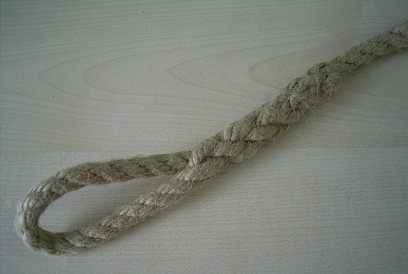
Augspleiß
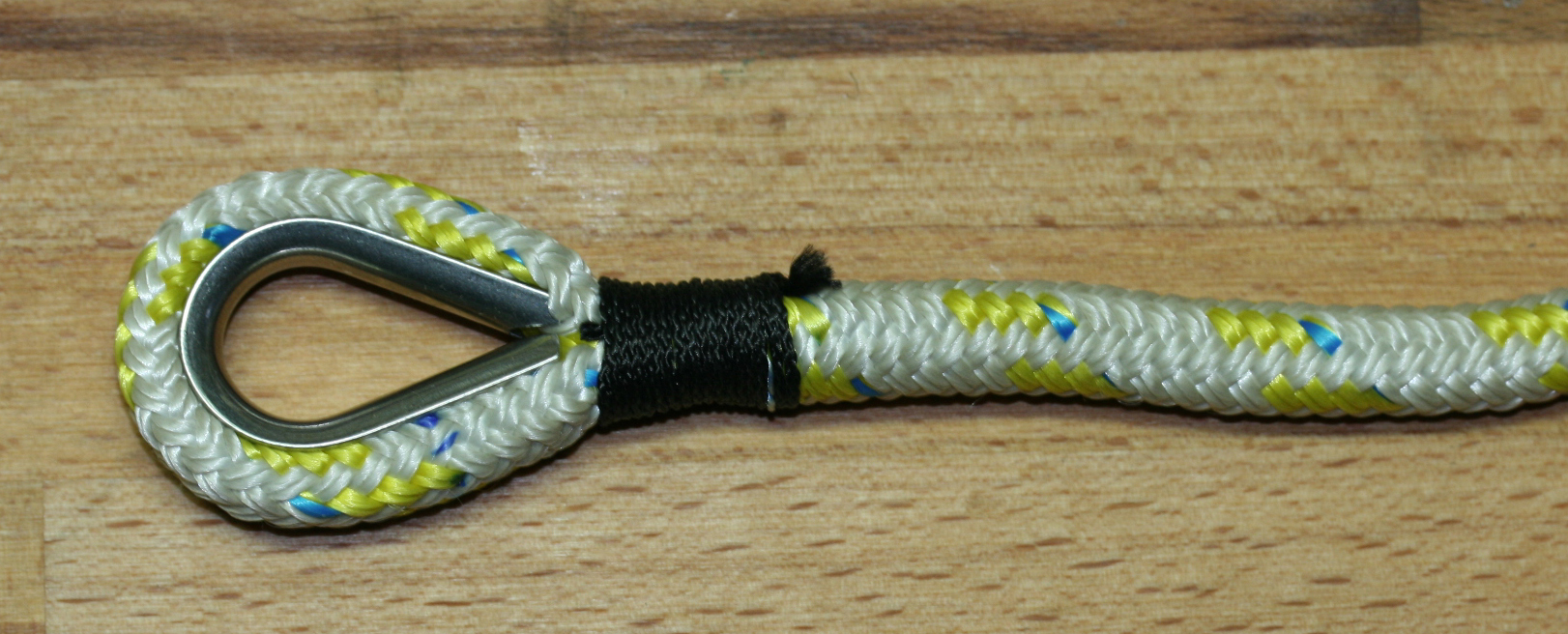
Augspleiß mit Kausch an geflochtenem Tau

### Drahtspleiß
Aus Sicherheitsgründen ist jeder Drahtspleiß fünffach zu stecken. Mehr bringt keine Vorteile, macht aber den Spleiß unnötig lang. Augenenden an modernen Stahltrossen (Stropps, zum Ladegeschirr gehörend) werden nicht mehr verspleißt, sondern industriell gepresst; außerdem sinkt dadurch die Verletzungsgefahr an so genannten „Fleischhaken“ an Stahltrossen (kleine abstehende Kardeelteile, oft nach Bruch einzelner Drähte). End- bzw. Rückspleiße lassen sich mit Stahlseilen nicht herstellen.
Das Spleißen von Drahttauwerk erfordert sehr hohe Körperkraft und oft den Einsatz spezieller Schraubzwingen. Der unverzichtbare Marlspieker kann meist nur mit einem Hammer zwischen die Kardeele getrieben werden.
Alternativ werden Drahtseile mit Presshülsen aus Stahl, Kupfer oder Aluminium verpresst oder mit Seilklemmen verschraubt.

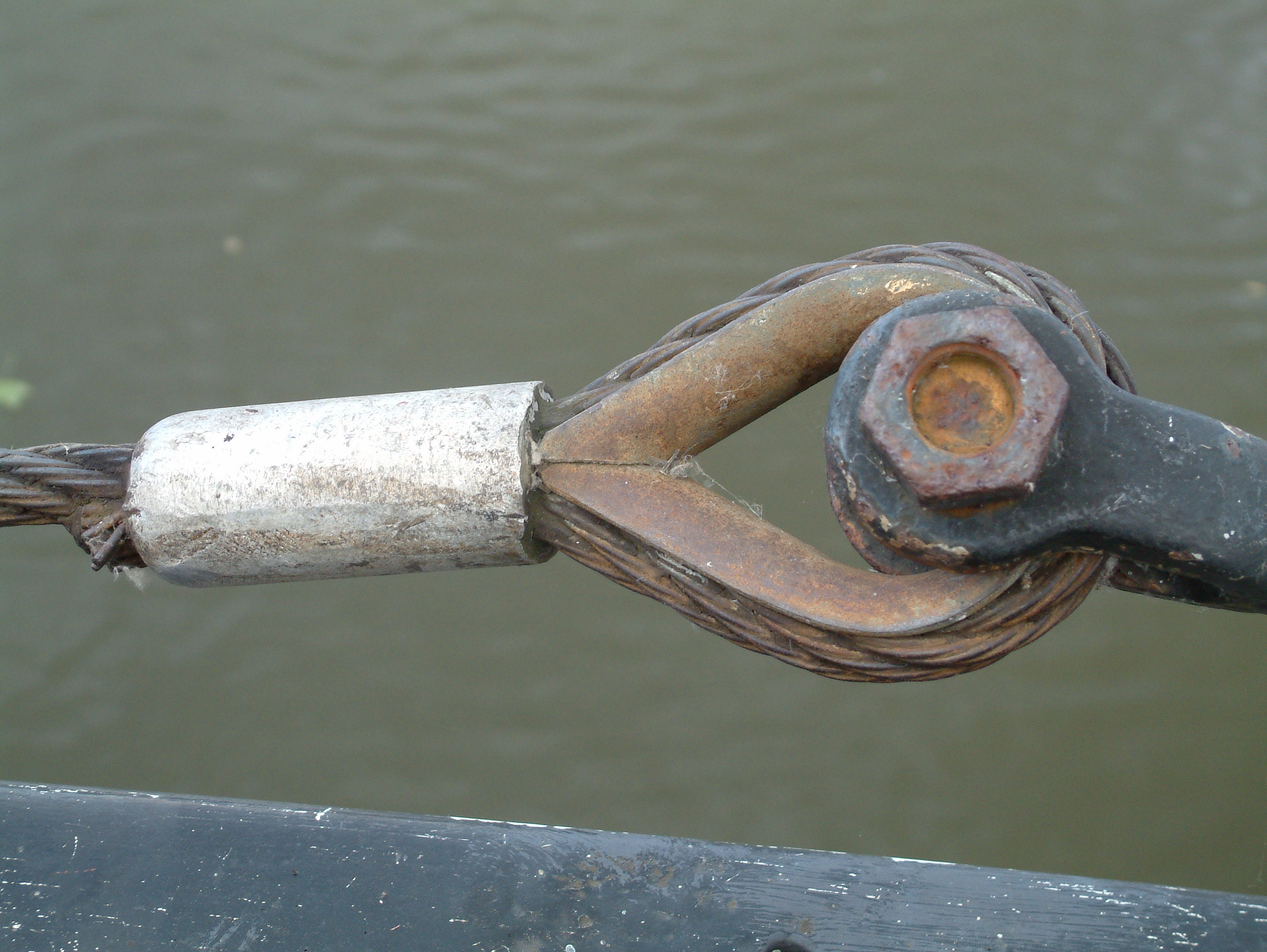
Taluritpresshülse

## Spleißen geflochtenen Tauwerks
Auch geflochtenes Tauwerk, was in der traditionellen Seefahrt nicht vorkam, kann verspleißt werden – meist Aug-, seltener Verbindungsspleiße sind üblich. Grundsätzlich unterscheiden sich dabei (Kunstfaser-)Taue mit einer dickeren ebenfalls geflochtenen Seele, zu deren Schutz ein Kreuz- oder Webgeflecht (vorwiegend im Klettersport) außen herum schlauchartig anliegt (der so genannte „Mantel“) – oder seelenlose Tampen, meist Squarelines genannt wegen des quadratischen Musters. Dabei werden im Prinzip einfach die Kardeele über eine gewisse Länge durch den jeweils anderen Tampen hindurchgeführt. Die Festigkeit eines solchen Spleißes beruht darauf, dass geflochtenes Tauwerk einen Schlauch darstellt, der sich unter Belastung zusammenzieht und so den hindurchgeführten Tampen bekneift.
Die korrekte Ausführung eines solchen Spleißes hängt also wesentlich vom Aufbau des entsprechenden Seils ab. (Eigentlich ist es ja, da verflochten und nicht geschlagen, kein Seil mehr. Man spricht ja zum Ablegen auch von: „Leinen los!“). Jeder Seilhersteller oder -verkäufer wird auf Wunsch gern Spleißanleitungen für seine Seile liefern.

Spleißvorgang mit geflochtenem Tauwerk
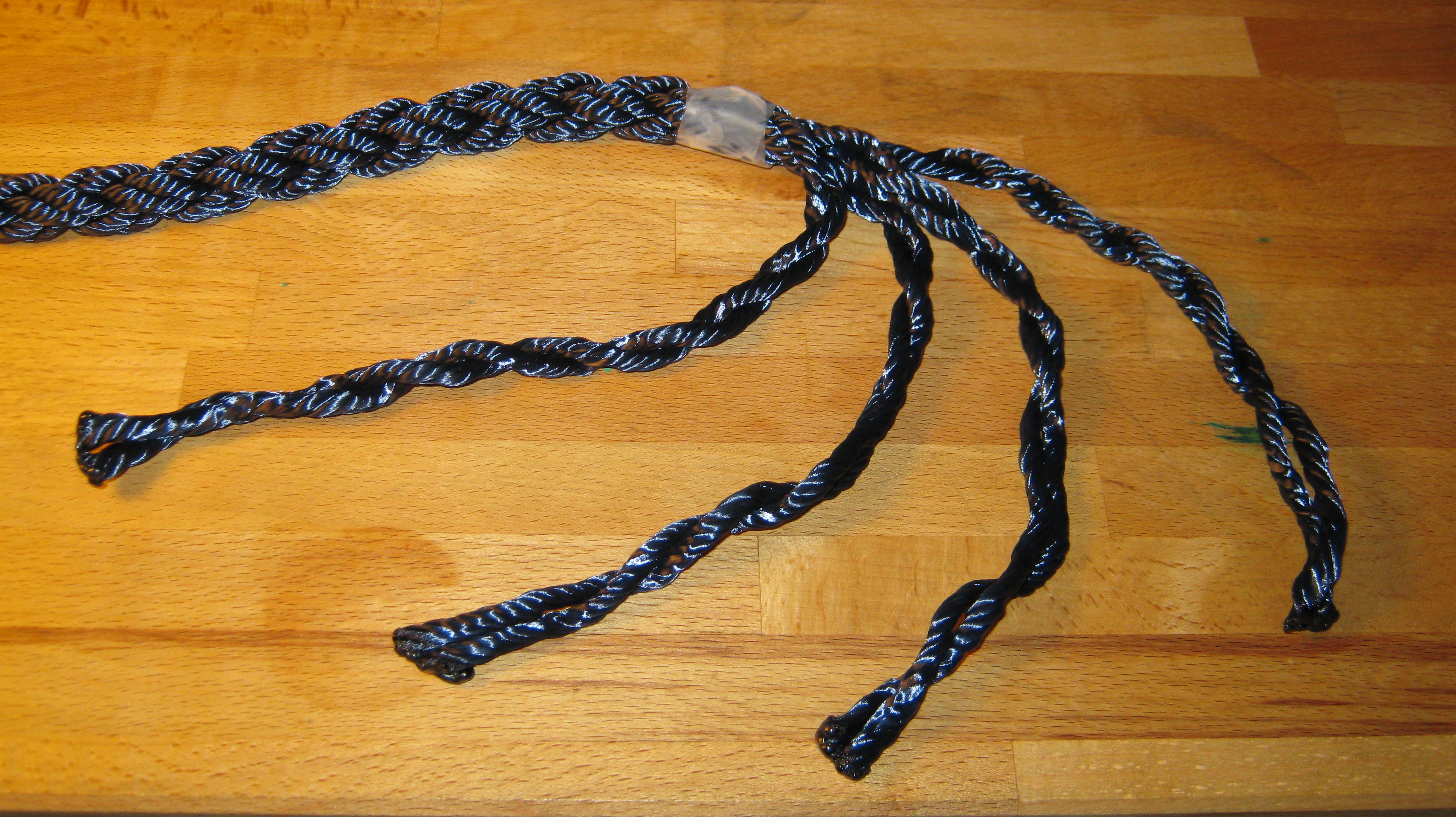
Die vier Kardeelepaare sind geöffnet, der verbliebene Tampen ist mit Klebeband vorübergehend gegen Aufdröseln gesichert
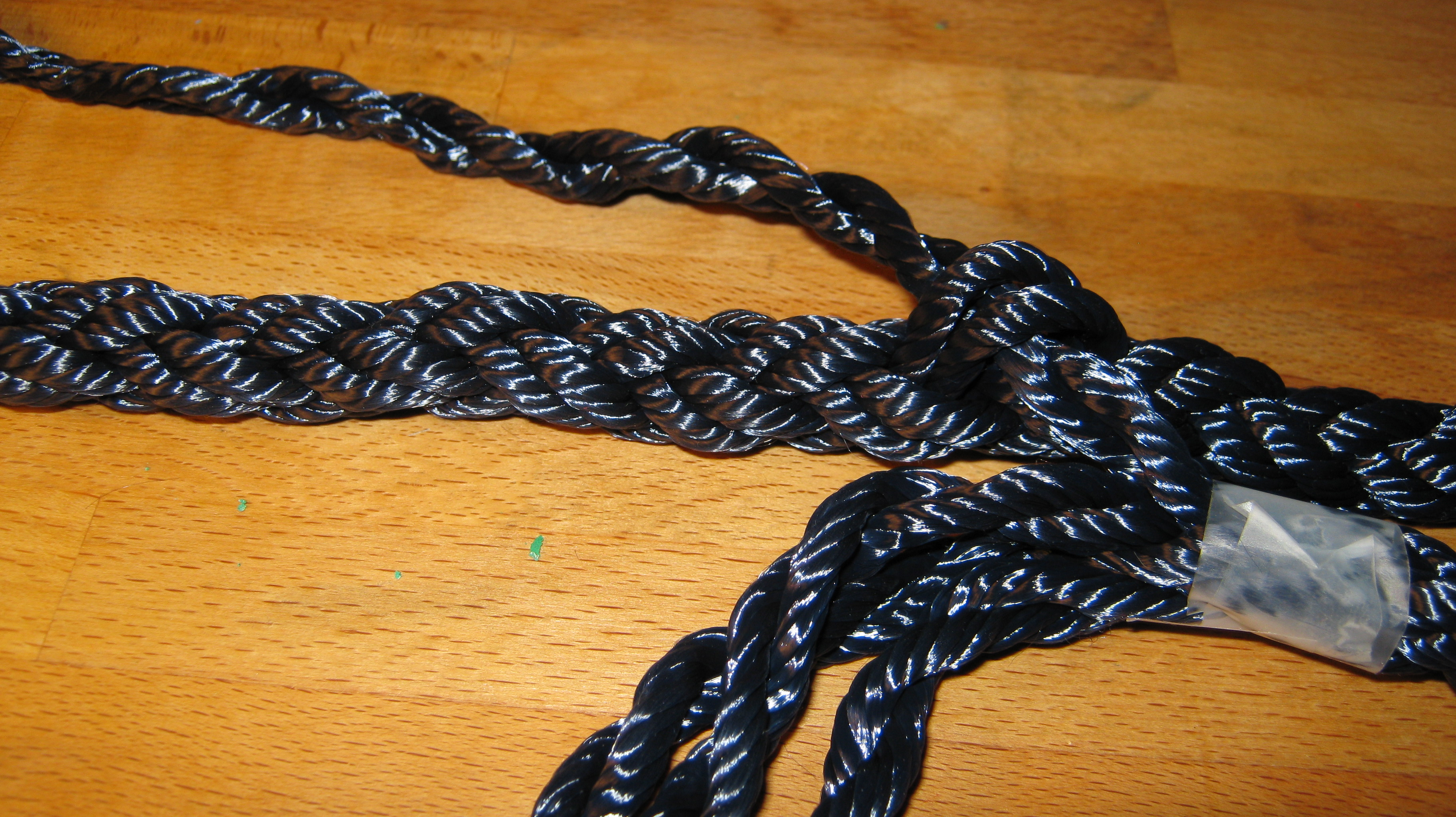
Ein Kardeelepaar wird mithilfe eines Hohlspiekers im Tampen zurückgeführt (es gibt andere Vorgehensweisen)
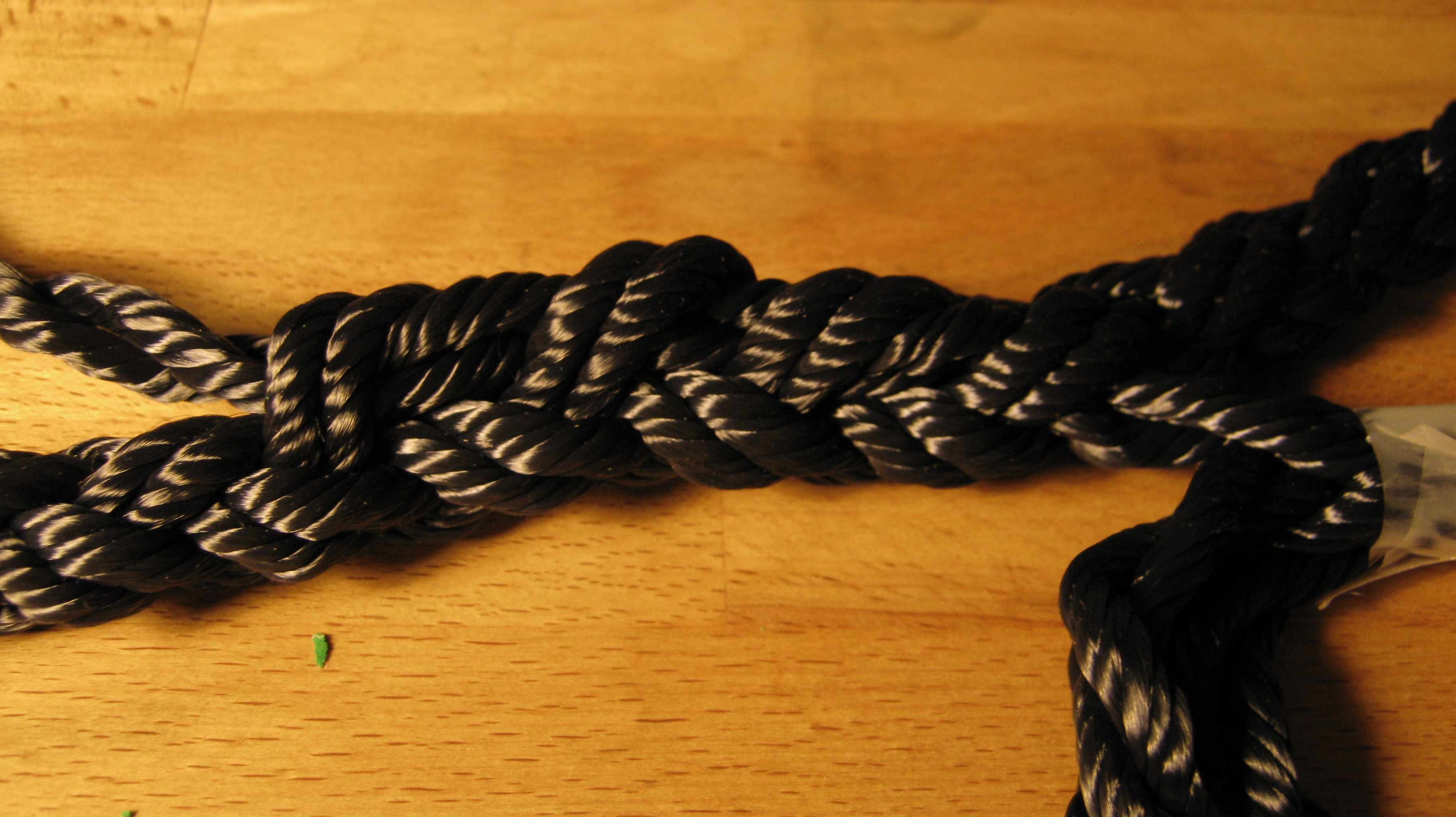
Die verbliebenen drei Kardeelepaare werden viermal parallel zum Tampen zurückgeführt
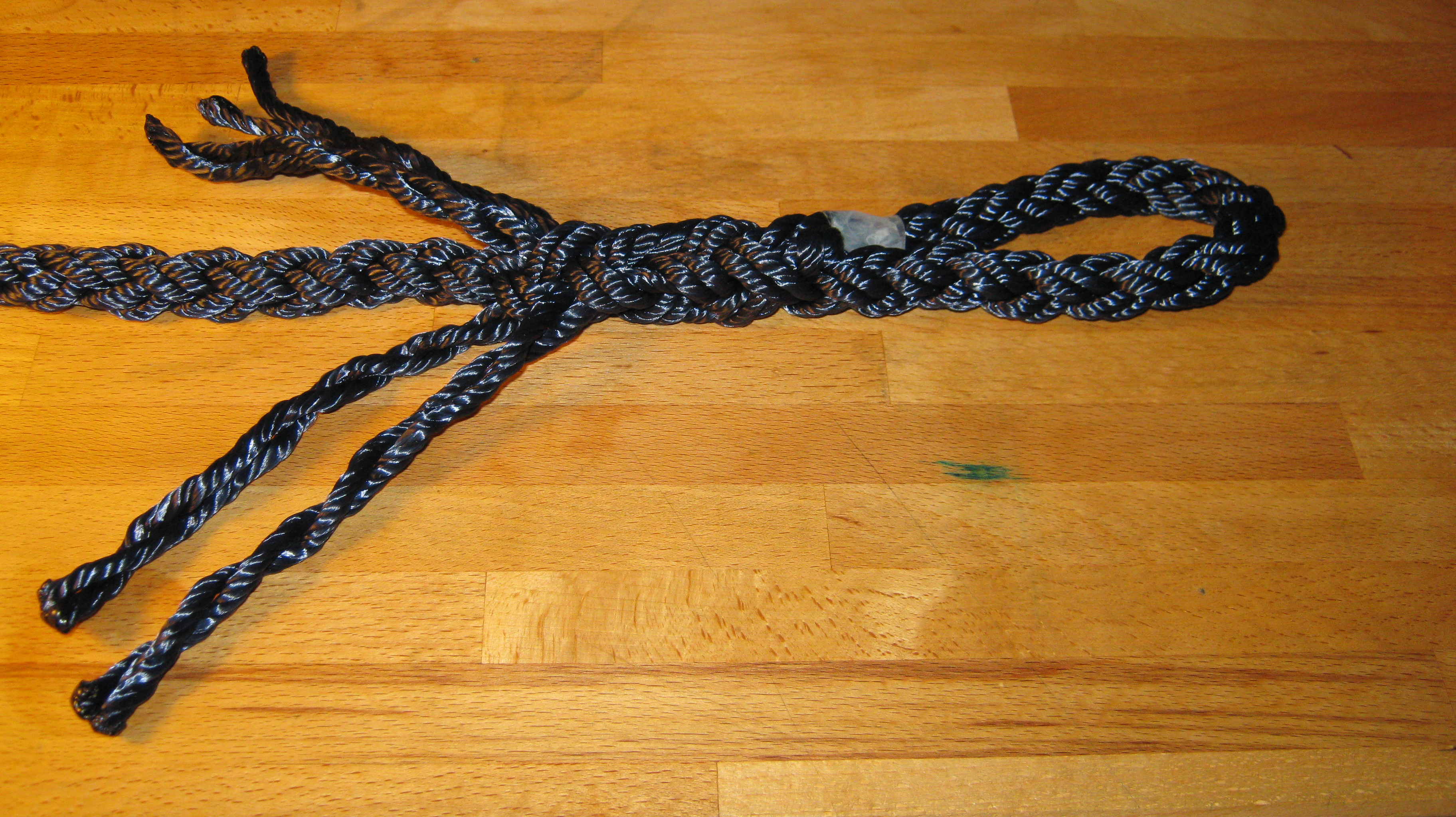
Alle Kardeelepaare sind zurückgeführt – der Spleiß ist (bis auf die Einkürzung) fertig

## Werkzeug

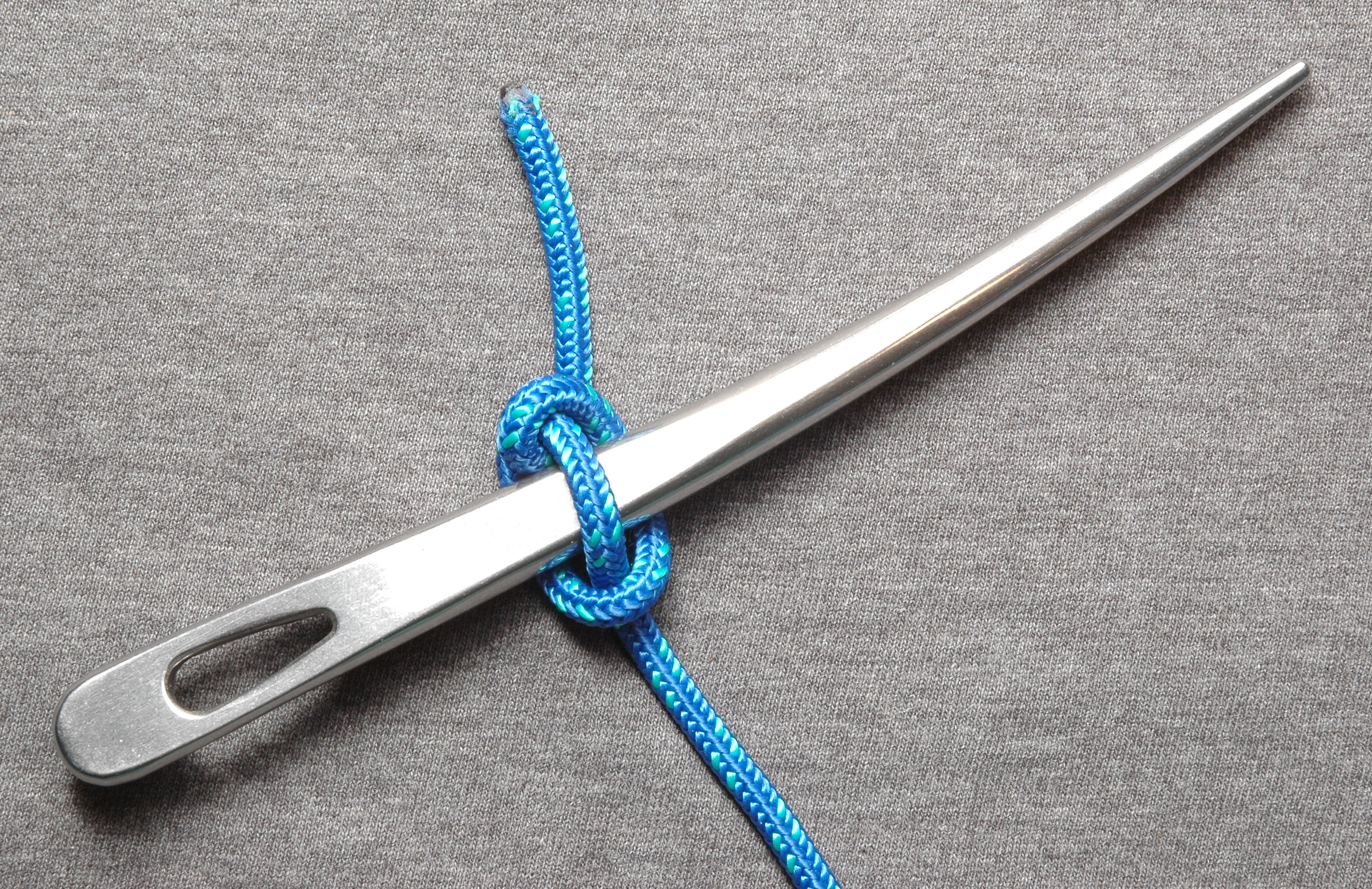
Marlspieker

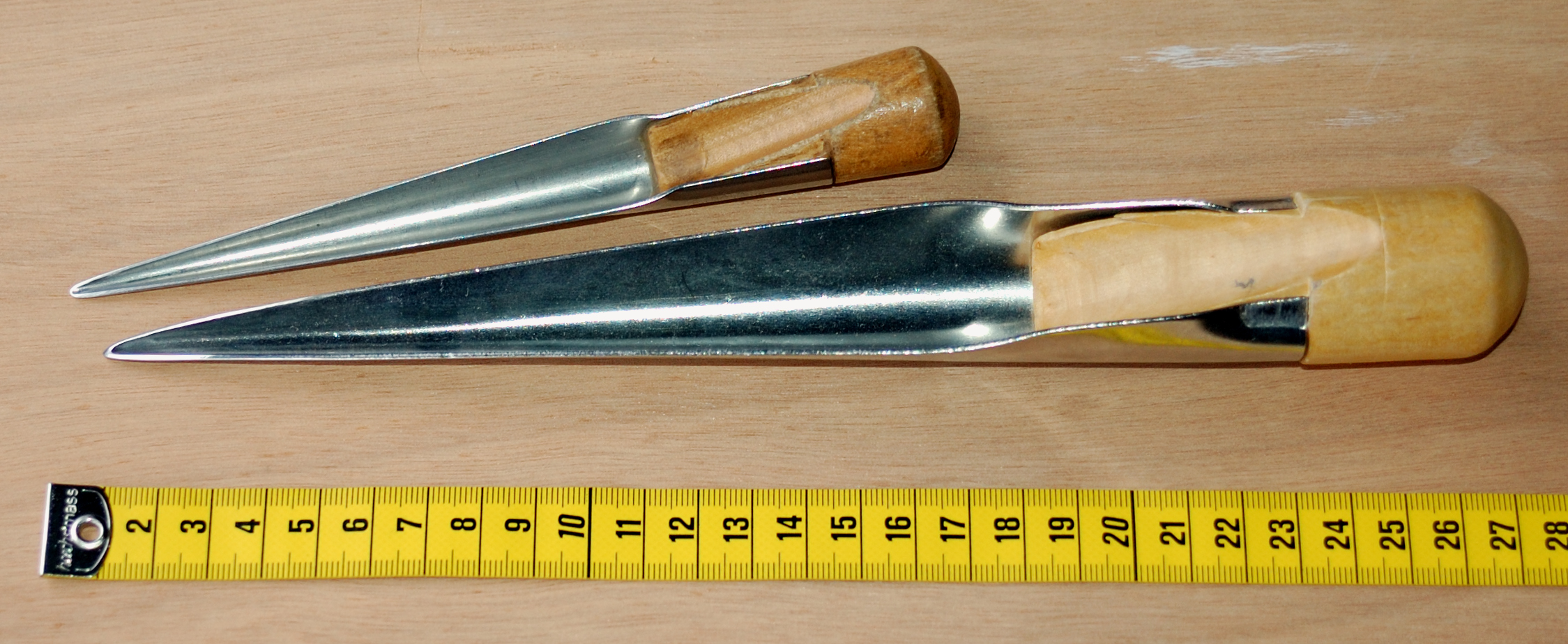
Hohlspieker

Für Profis unverzichtbar sind ein Marlspieker, Hohlspieker und bei geflochtenem Tauwerk der Fitt.